# Въведение Богородично (Витос)
Вижте пояснителната страница за други значения на Въведение Богородично.
„Въведение на Пресвета Богородица“ (на гръцки: Εισόδια της Θεοτόκου) е православна църква в село Витос (Долос), Егейска Македония, Гърция, част от Сисанийската и Сятищка епархия.
„Въведение Богородично“ е централната църква на селото. На мястото на храма от 1600 година съществува църквата „Свети Безсребреници“. Сегашната църква започва да се изгражда в средата на XVIII век и е цялостно завършена в началото на XIX. По време на окупацията през Втората световна война е опожарена в 1944 година, но е бързо възстановена. Църквата има изключителна вътрешна декорация.